# Conselho de Manejo Florestal
Conselho de Manejo Florestal (português brasileiro) ou Conselho de Gestão Florestal (português europeu) (Forest Stewardship Council em inglês - FSC) é uma organização não governamental que atua de forma independente e sem fins lucrativos, criada no final da década de 1980, por iniciativa de algumas instituições e pela pressão da sociedade europeia, que estava preocupada com o avanço da destruição das florestas tropicais pelo mundo.

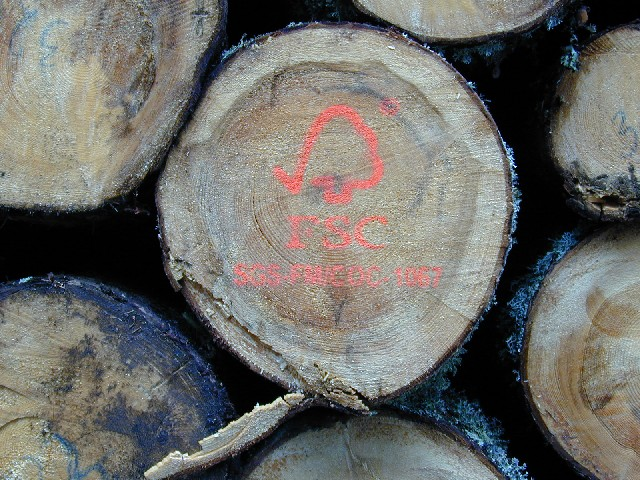
Árvore com o logotipo FSC

Esses grupos eram formados por entidades ligadas ao mercado consumidor, movimentos sociais e da sociedade civil, também teve a contribuição de ONGs ambientalistas.
Neste período, os movimentos sociais da Europa e Estados Unidos estavam preocupados com o avanço do desmatamento na Amazônia e também com as queimadas na Indonésia. E resolveram boicotar os produtos florestais oriundos destas localidades, mas este boicote estava prejudicando as indústrias que dependia a extração dos produtos não-madeireiros, provocando a desvalorização destes produtos florestais. Essa desvalorização poderia seria mais um dos motivos para o avanço do processo de desmatamento na Amazônia e nas demais florestas tropicais existentes.
Fundada em 1993, a missão de FSC é a promoção de uma gestão ambientalmente apropriada, socialmente benéfica e economicamente viável das florestas do mundo.
O processo de criação do FSC veio da necessidade de reduzir o desequilíbrio ambiental que estava acontecendo em todo o mundo devido ao crescimento do consumo de madeira tropical pelos países europeus e os Estados Unidos. Tendo em vista a complexidade que envolve o setor florestal com as questões sociais, ambientais e econômicas, o FSC elaborou normas chamadas de Princípios e Critérios (P&C), para a promoção do bom manejo florestal e garantindo o desenvolvimento social com responsabilidade ambiental e que seja economicamente viável.
FSC desenvolve e promove normas internacionais e nacionais e credencia as certificadoras para que elas possam certificar os empreendimentos florestais de acordo com seus Princípios e Critérios. Essa certificação é voluntária.
O FSC permite aos proprietários e gestores florestais melhorar a gestão florestal, traduzindo-se em ganhos significativos, quer em eficiência e desempenho, quer na criação de novas oportunidades de mercado através da crescente procura de produtos certificados FSC.
As normas de gestão florestal são baseadas em 10 Princípios e Critérios para a gestão florestal responsável. FSC fornece igualmente normas para a Cadeia de Responsabilidade para negociantes e indústria transformadora de produtos florestais. As normas de Cadeia de Responsabilidade permitem a rastreabilidade credível da madeira certificada e os produtos florestais desde as florestas certificadas, o comércio e processamento até os distribuidores e consumidores.
A conformidade da gestão florestal para com os Princípios de sustentabilidade é avaliada por entidades independentes, devidamente acreditadas pela FSC - as Entidades Certificadoras. As áreas florestais que cumpram os requisitos FSC tornam-se áreas florestais certificadas.
Para além da gestão florestal, o FSC certifica a cadeia de custódia dos produtos florestais. Esta cadeia é indispensável para evidenciar junto dos consumidores finais a proveniência florestal dos produtos certificados.

## Princípios
O FSC identifica os seguintes princípios de gestão florestal responsável:
PRINCÍPIO N.º 1 – OBEDIÊNCIA ÀS LEIS E AOS PRINCÍPIOS DO FSC
A gestão florestal deve respeitar todas as leis aplicáveis aos países onde opera, os tratados internacionais e acordos assinados por esses países, e obedecer a todos os princípios e critérios do FSC.
PRINCÍPIO N.º 2 – DIREITOS E RESPONSABILIDADES DE POSSE E USO
As posses de longo prazo e os direitos de uso da terra e dos recursos florestais devem ser claramente definidos, documentados e legalmente estabelecidos.
PRINCÍPIO N.º 3 – DIREITOS DOS POVOS INDÍGENAS
Os direitos legais e consuetudinário dos povos indígenas de possuir, usar gerir suas terras, territórios e recursos devem ser reconhecidos e respeitados.
PRINCÍPIO N.º 4 – RELAÇÕES COMUNITÁRIAS E DIREITOS DOS TRABALHADORES
As actividades de gestão florestal devem manter ou ampliar, a longo prazo, o bem-estar económico e social dos trabalhadores florestais e das comunidades locais.
PRINCÍPIO N.º 5 – BENEFÍCIOS DA FLORESTA
A gestão florestal deve incentivar o uso eficiente dos múltiplos produtos e serviços florestais para assegurar a viabilidade económica e um grande leque de benefícios ambientais e sociais.
PRINCÍPIO N.º 6 – IMPACTO AMBIENTAL
A gestão florestal deve conservar a diversidade ecológica e seus valores associados, os recursos hídricos, os solos, os ecossistemas e paisagens frágeis e singulares, aumentando, dessa forma, as funções ecológicas e a integridade das florestas.
PRINCÍPIO N.º 7 – PLANO DE GESTÃO
Um plano de gestão – apropriado à escala e intensidade das operações – deve ser escrito, implementado e actualizado. Os objectivos de longo prazo de gestão florestal e os meios para os atingir devem ser claramente definidos.
PRINCÍPIO N.º 8 – MONITORAMENTO E AVALIAÇÃO
A monitorização deve ser conduzida – apropriada à escala e à intensidade da gestão florestal – para que sejam avaliadas as condições da floresta, o rendimento dos produtos florestais, a cadeia de responsabilidade, as actividades de gestão e seus impactos ambientais e sociais.
PRINCÍPIO N.º 9 – MANUTENÇÃO DE FLORESTAS DE ALTO VALOR DE CONSERVAÇÃO
Actividades de gestão de florestas de alto valor de conservação devem manter ou incrementar os atributos que definem estas florestas. Decisões relacionadas a florestas de alto valor de conservação devem sempre ser consideradas no contexto de uma abordagem de precaução.
PRINCÍPIO N.º 10 – PLANTAÇÕES DE ÁRVORES
As florestas plantadas devem ser planeadas e geridas de acordo com os Princípios e Critérios 1 - 9, e o Princípio 10 e seus Critérios. Considerando que as florestas plantadas podem proporcionar um leque de benefícios sociais e económicos e contribuir para satisfazer as necessidades globais por produtos florestais, elas devem completar a gestão, reduzir as pressões e promover a restauração e conservação das florestas naturais.